# Phantom Corsair
La Phantom Corsair è una concept car disegnata nel 1938 da Rust Heinz e Maurice Schwartz.

## Sviluppo
Per lo sviluppo della vettura fu impiegato un budget di 24.000 $ (equivalenti nel 2014 a 300.000 $). Heinz (erede della famiglia titolare della omonima azienda, celebre per la produzione di salse per cibi) aveva previsto una produzione limitata della "Corsair" ad un prezzo per esemplare di $ 12.500. Tuttavia, la sua morte portò al blocco della produzione.
L'unico esemplare realizzato si trova presso il Museo Nazionale dell'Automobile a Reno, in Nevada.

## Tecnica
La Corsair ha una scocca realizzata in acciaio e alluminio da cui non sporgono protuberanze di alcun genere. L'apertura delle porte di accesso avviene tramite un comando elettrico posto sul cruscotto. Il telaio in acciaio è derivato dalla Cord 810. Di stessa origine è il propulsore V8 Lycoming da 190 CV, gestito da un cambio servoassistito (tipo Cotal) a quattro marce, soluzione adottata dalla stessa Cord 810. Di derivazione Cord sono anche il volante e alcuni degli strumenti del cruscotto. Le sospensioni sono indipendenti, mentre gli ammortizzatori sono regolabili.
Grazie anche alla forma estremamente aerodinamica della carrozzeria, la vettura può raggiungere una velocità massima di 185 km/h. Gli interni sono stati realizzati in sughero per migliorare il comfort e la sicurezza.